# Jiotto Caspita
La Jiotto Caspita è una concept car biposto a motore centrale disegnata e costruita dalla Dome per la Jiotto Design Inc. nel 1988.

## Caspita I

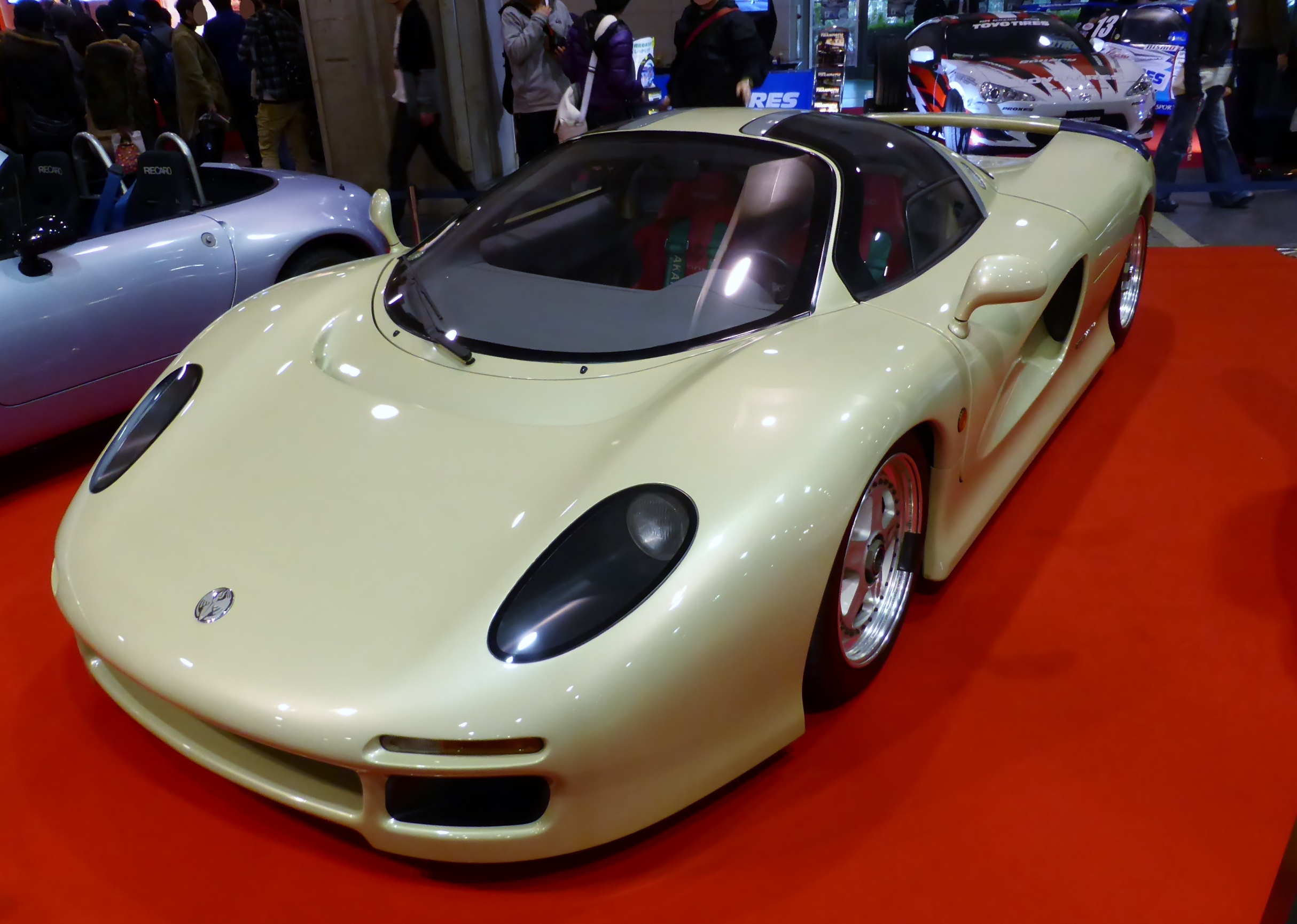
La Jiotto Caspita II

La Caspita era stata pensata come una F1 stradale. Il progetto originale era di Kunihisa Ito, vice presidente e capo progettista della Jiotto Design Incorporated. Il primo esemplare, equipaggiato con un motore a cilindri contrapposti a 12 cilindri di Motori Moderni, derivato dalla Formula 1 e depotenziato per l'uso stradale, debutta al 28º Salone dell'automobile di Tokyo nel 1989; la produzione, tuttavia, non prende mai inizio e il progetto si perde, almeno fino al 1990, quando rinasce sotto il nome di Caspita II.
Come su molte auto sportive, la ripartizione dei pesi era del 40% sull'anteriore e del 60% sul posteriore, così da garantire una corretta dinamica della vettura. La chiusura delle porte ad ala di gabbiano era affidata a un sistema completamente automatico. Gli spoiler anteriore e posteriore erano elettricamente regolabili.

## Caspita II
Dati gli scarsi successi in gara dei motori boxer 12 cilindri Subaru/Motori Moderni, sulla Caspita II viene montato un più performante Judd V10 di pari cilindrata.
Tuttavia nel 1993 il progetto Jiotto Caspita viene rimesso in scatola, colpevole la recessione economica globale di quegli anni e il conseguente calo di domanda di Supercars.

## La Caspita nei media
- In ambito videoludico, la Caspita compare nel videogioco Auto Modellista.[1]